# 堀松站
堀松站（日语：／ Horimatsu eki */?）是位於石川縣羽咋郡志賀町堀松，北陸鐵道能登線的鐵路車站（廢站）。

## 歷史
- 1927年（昭和2年）4月5日：能登鐵道開設此站[1][2]。
- 1943年（昭和18年）10月13日：在合併後成為北陸鐵道能登線的車站。
- 1972年（昭和47年）6月25日：能登線全線廢除，此站也被廢除[2]。

## 車站構造
此站是地面車站（無人車站），設有1面1線的單式月台。

## 現狀
路軌遺址變成單車徑，但此站附近路段被經過改善的國道249號切斷了。

## 相鄰車站
北陸鐵道
能登線
志賀町－堀松－大笹

## 注腳
1. ↑  鐵道省監督局「地方鉄道、軌道事業の現況並に異動」《電氣協會雜誌》第206號，日本電氣協會，1939年2月、附錄2頁。（國立國會圖書館數碼化收藏）
2. 1 2  今尾惠介. . 日本: 新潮社. 2008年10月18日: 32. ISBN 9784107900241.

## 相關項目
- 日本鐵路車站列表 Ho